# Notre Voie
Notre Voie est un quotidien généraliste national ivoirien de presse écrite.

## Histoire
Fondé le 25 mars 1998, il est proche du FPI.
Après la fin de la crise ivoirienne de 2010-2011, il fut régulièrement épinglé par le Conseil national de la presse ivoirien, en raison de ses diatribes très violentes, des rumeurs relayées et des propos diffamatoires à l’égard de personnalités et d'autres partis politiques ivoiriens. En outre, le journal a été suspendu en mai et septembre 2012.